# Шен (музичний інструмент)
Шен (кит. 笙, піньїнь: shēng) — китайський духовий язичковий музичний інструмент, губний орган (рід губної гармоніки з резонаторними трубками). Застосовується як сольний, ансамблевий і оркестровий музичний інструмент. Про цей стародавньо-китайський інструмент є записи на черепахових панцирах давніх часів та у «Ши цзін» («Книга пісень», 11—6 ст. до н. е.). За часів епохи Воюючих царств і наступних династій Цінь і Хань, був дуже поширеним у народу Китаю. Нині поширений у Тибеті, М'янмі, Лаосі. Різновиди шена зустрічаються в народів Південно-Східної Азії.

## Історія

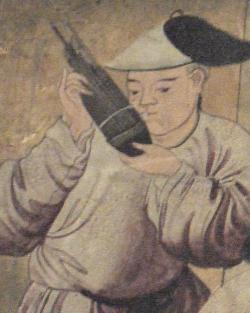
Китайський ротовий орган (шен). Ілюстрація на шпалерах (похоронна процесія). Період Цяньлун, приблизно 1780 рік. Музей Кассель (Німеччина)

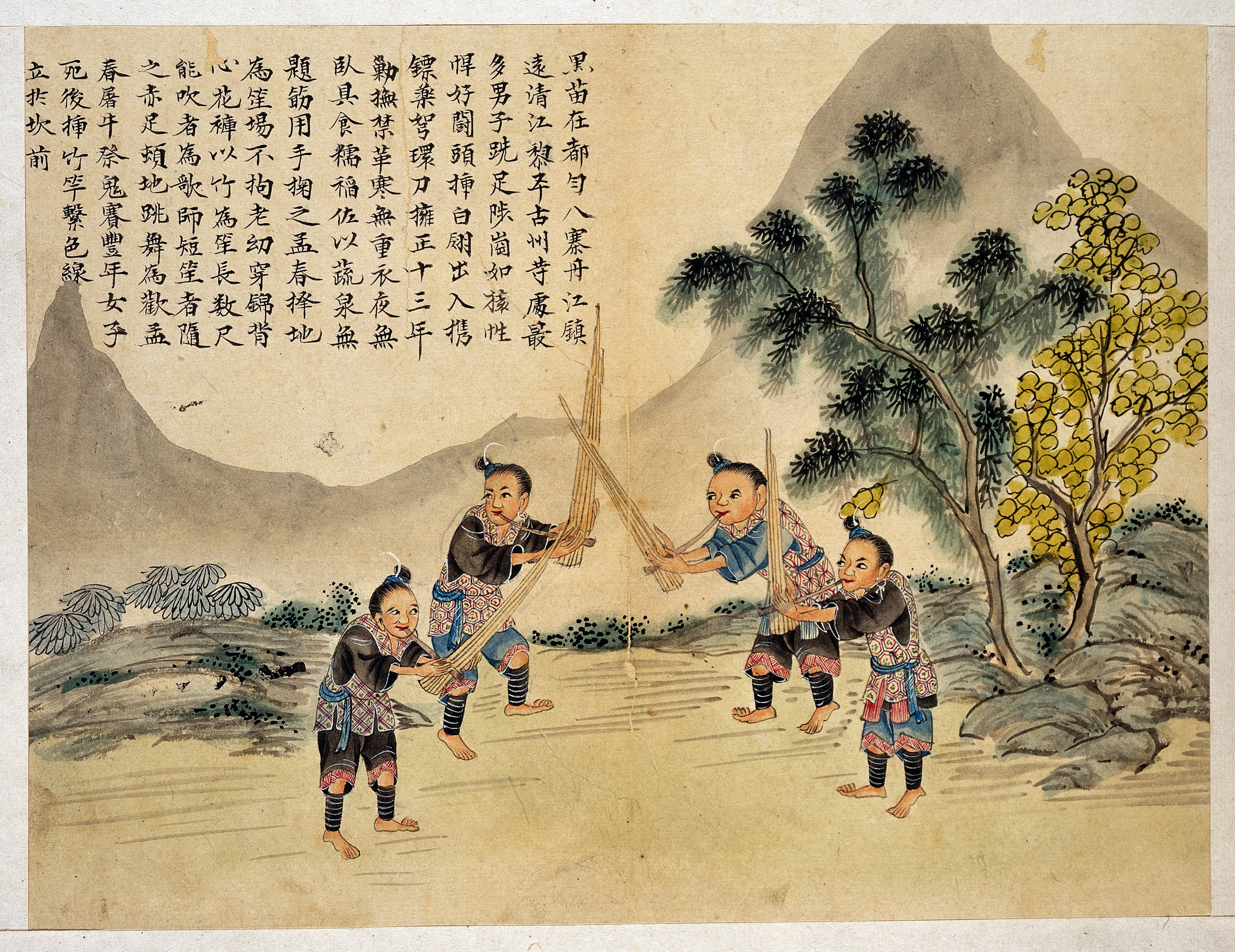
Хей Мяо. Чотири чоловіки з племені Хей Мяо (Чорний Мяо), що грають на ротових органах. Азійська колекція

Шен — перший відомий давньосхідний інструмент з язичковим принципом звуковидобування (виник у М'янмі, Тибеті, Лаосі та Китаї). Точна дата, коли цей інструмент створено, невідома, але йому, як вважають, понад 2 000 років. Він згадується в книзі пісень «Ши цзін» («Книга пісень», 11—6 ст. до н.е). Вчені встановили, що найдавніша назва інструменту — ю. Потім він став називатися чао, хо, шен — в залежності від форми та матеріалу, з якого його виготовлено. Відомі також і інші різновиди шена — чонофуй, або гонофуй (Японія), кен (Лаос), лушен і хулушен (Південно-Західний Китай).
Європейські країни цей музичний інструмент називали іноді китайським губним органам. Він вважався «чистим» інструментом, тобто придатним для виконання священної музики. Приблизно в 700 р. н. е. шен був вдосконаленим популярним музичним інструментом, на якому можна було грати в 12 тональностях. Спеціально для цих інструментів створено підручник гармонії. Зазвичай на шен грали акордами, затискуючи одночасно кілька отворів внизу трубок. Шен набув популярності в епоху правління династії Чжоу, бо його часто використовували, як акомпанементний інструмент для придворних співаків і танцюристів. Згодом він перетворився на звичайний музичний інструмент для публічних концертів, ярмарків, різних народних урочистостей та інших подій.
Попри те, що шен мав просту конструкцію, він служив свого роду «першою скрипкою» — за ним налаштовувалися інші музичні інструменти. Фактично він був одним з найраніших предків органа, баяна, тобто одним з перших багатозвучних духових інструментів. Це дозволяє припустити, що тоді, як майже всюди в стародавньому світі, музика була одноголосною, в давньокитайській музиці існували вже елементи багатоголосся.

## Будова

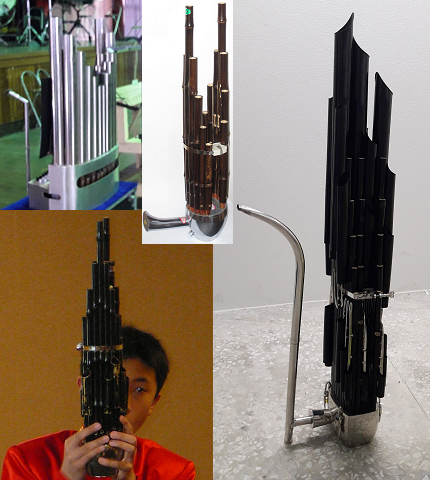
Шен. Автор Robert Zhen Huang

Шен складається з корпусного резервуара, виготовленого з гарбуза (пізніше використовували дерево та метал), зазвичай 17-ти (іноді 13,19,24) бамбукових, або очеретяних трубок з мідними язичками, боковими отворами і прорізами, мундштуком, прилаштованим збоку. У нижньому кінці бамбукової трубочки приладнано мідну пластинку (язичок), трубочки встановлено в ряд у правильному порядку на дерев'яній або металевій підставці, подібно курильної трубки. Повітря вільно виходить через трубки за допомогою мундштука. Трубки в шенах по висоті розташовані попарно, обидві сторони симетричні, що надає інструменту гарної форми.
Для звуковидобування отвір у нижній частині відповідної трубки закривають пальцем, пластинка (язичок) коливається і виникають звуки різного регістру і тембру. Шен має розміри від 400 до 800 мм. Сучасн шени діляться на три основних види: великий — дашен — 800 мм від основи, середній — гжуншен — 430 мм, малий — сяошен — 405 мм. Шен є обов'язковим музичним інструментом у ритуальних весільних та похоронних обрядах.

## Особливості звучання

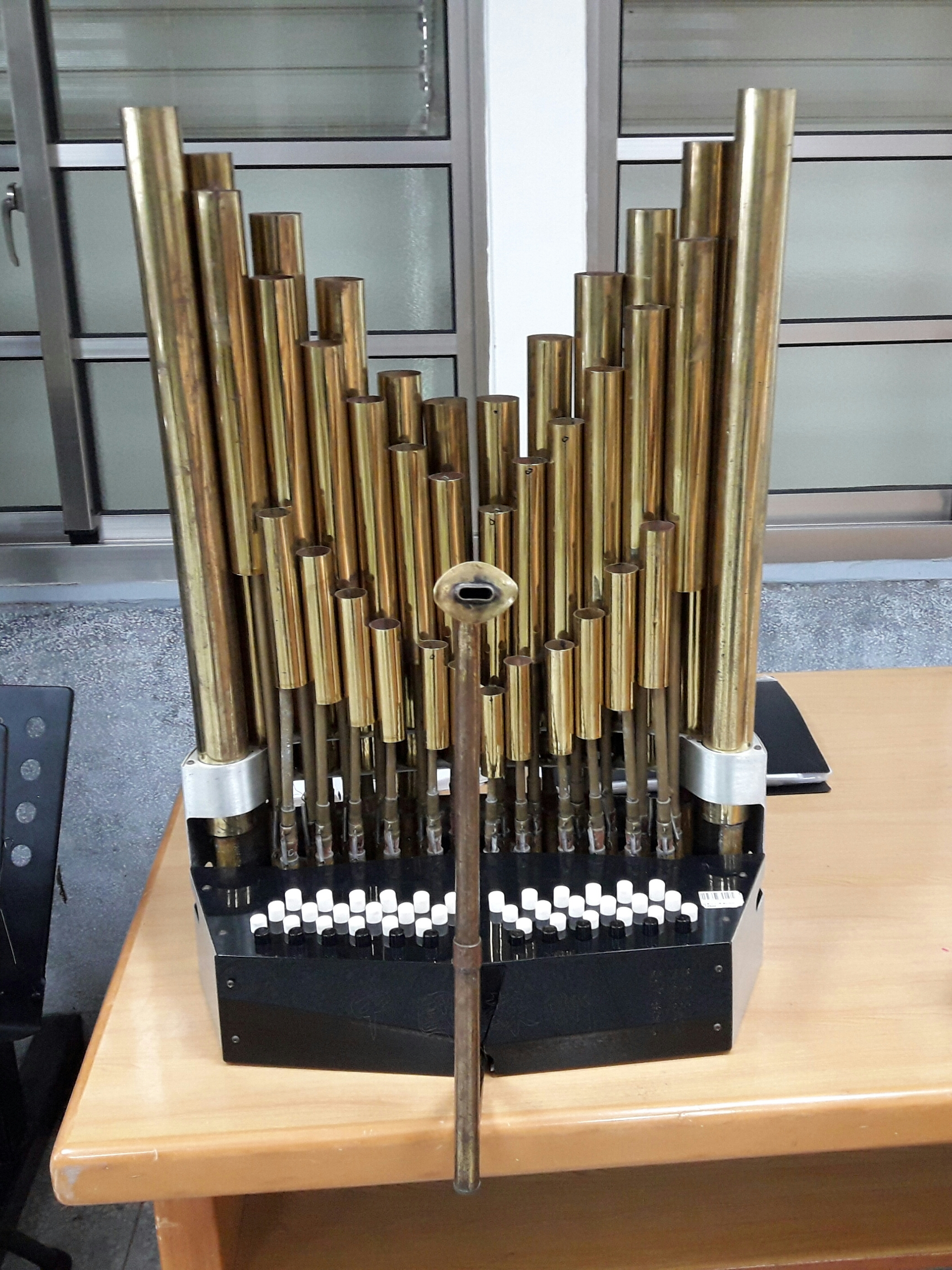
Шен — альт. Автор Huang Zhen

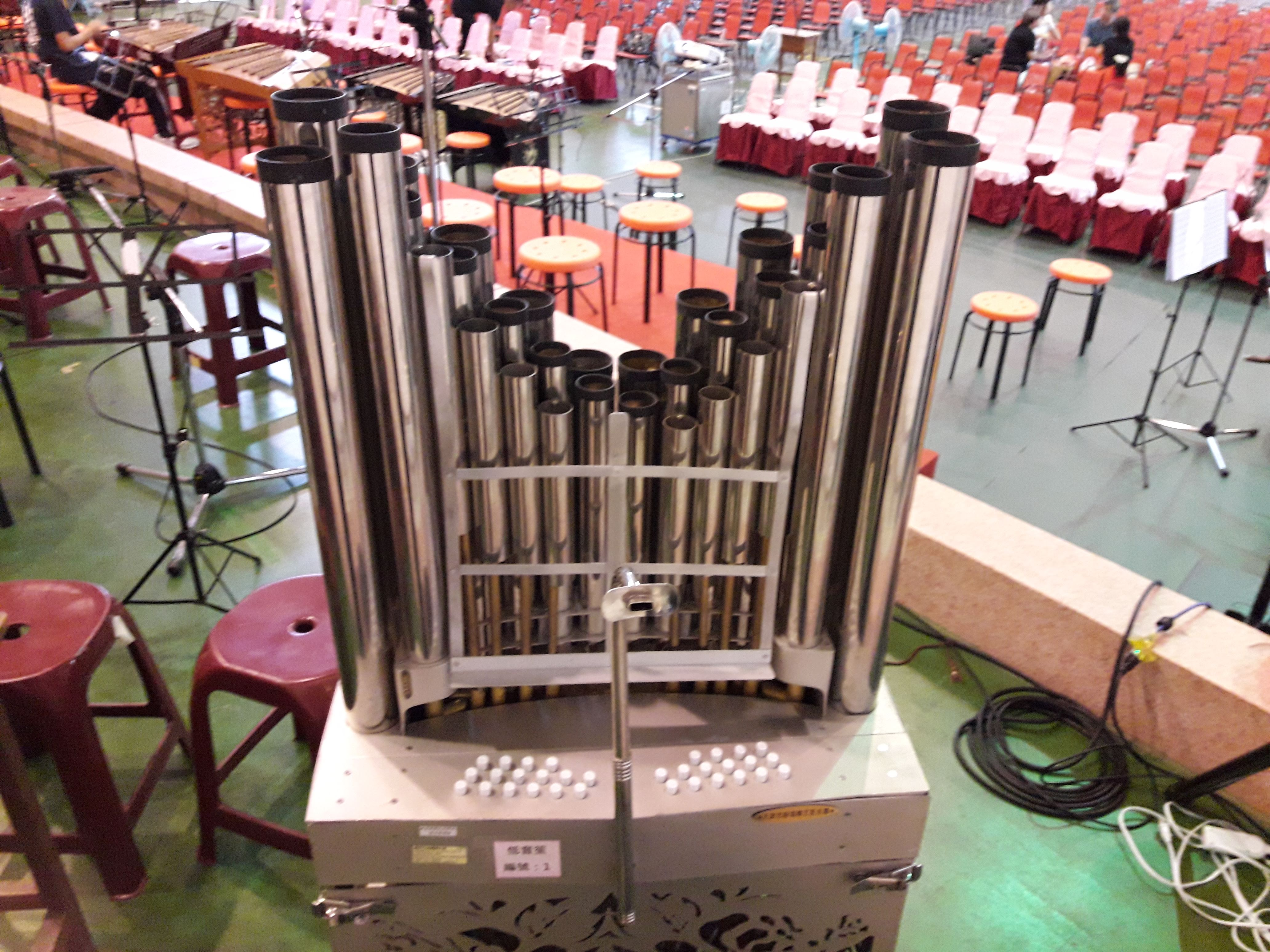
Шен — бас. Автор Huang Zhen

Музичний інструмент утворює як окремі звуки, так і квінтові й квінтово-квартові співзвуччя. Стрій ґрунтується на системі люй-люй. У сучасному шені з 17 трубок звучать зазвичай 12-13, інші мають декоративне призначення. Інструмент належить до групи аерофонів. Це означає, що звуки виробляються за допомогою вібрації повітряного стовпа. Сучасні шени — вже на 21, 24, 36 пластинок — язичкові духові сопілки. На відміну від інших музичних інструментів, при талановитому виконанні чується мелодійність і гармонія звуків, ніби грає невеличкий оркестр, а не окремий інструмент.
Шен видає співучі плавні звуки. Зазвичай застосовується для сольного виступу або як акомпанемент спільно з іншими інструментами: соною (хай-ді, лаба), китайським кларнетом, ді, китайською флейтою (з бамбука та 8 отворами). Шен відрізняється яскравою виразністю і варіативністю. У чистому, яскравому, виразному звучанні інструменту переважають високі тони, верхні — дзвінкіші, альт повніший і м'якший, а баз низький і глибокий. Діапазон інструменту досить широкий — до півтори октави. Це дозволяє виконувати на ньому різноманітні твори та імпровізації.
Серед традиційних китайських музичних інструментів, тільки шен можна використовувати в ансамблі з іншими інструментами для гармонізації тембру і збагачення звучання оркестру. У великому симфонічному оркестрі національних музичних інструментів іноді вживають «шен-альт» і «шен-бас». Шен є складовою фольклорних концертів для духових і ударних інструментів. Він може виступати соло, в ансамблі або ж акомпанувати співу.

## Галерея

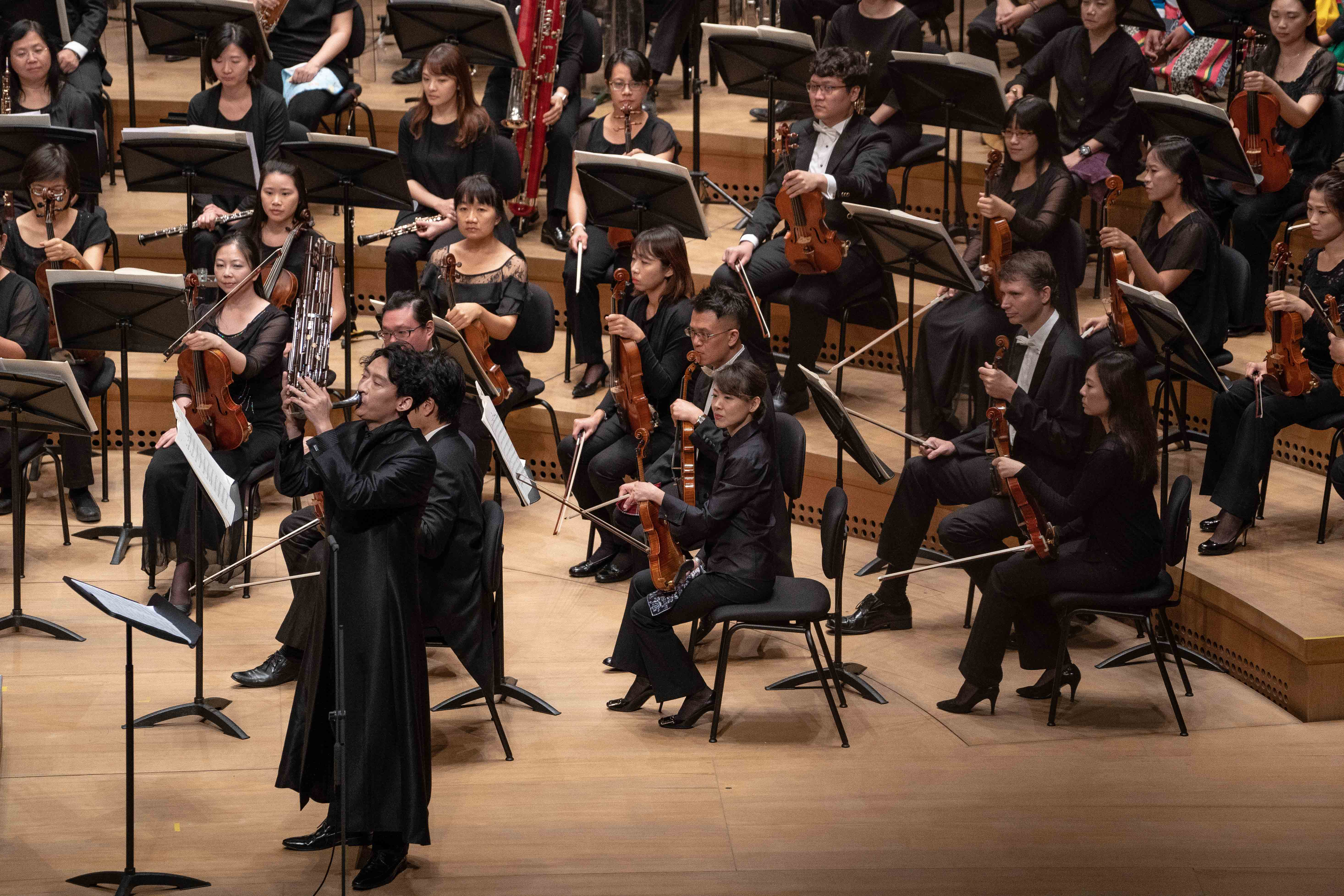
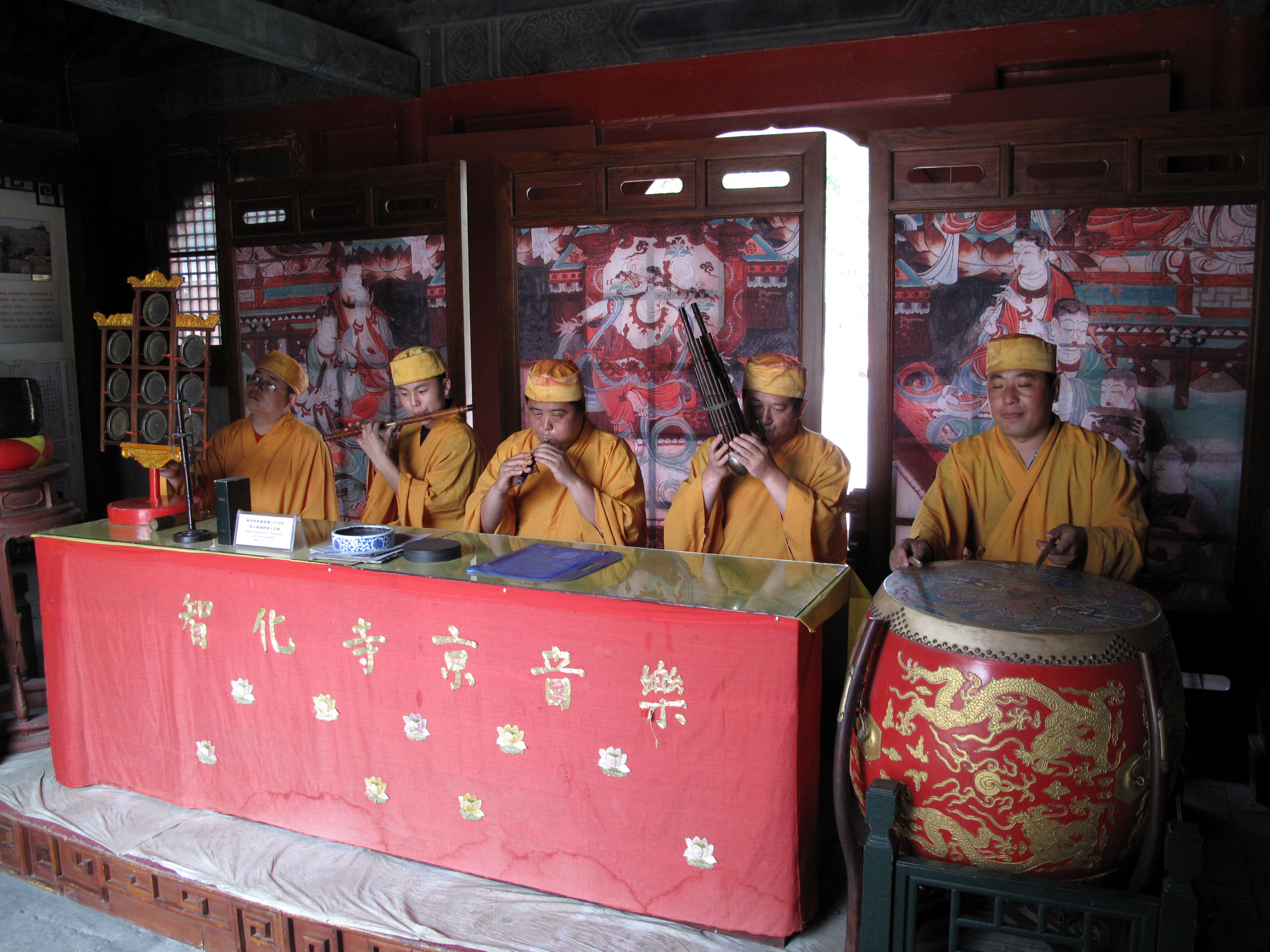
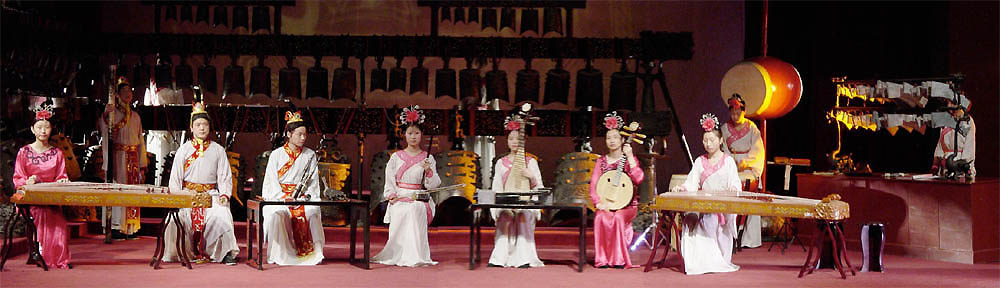
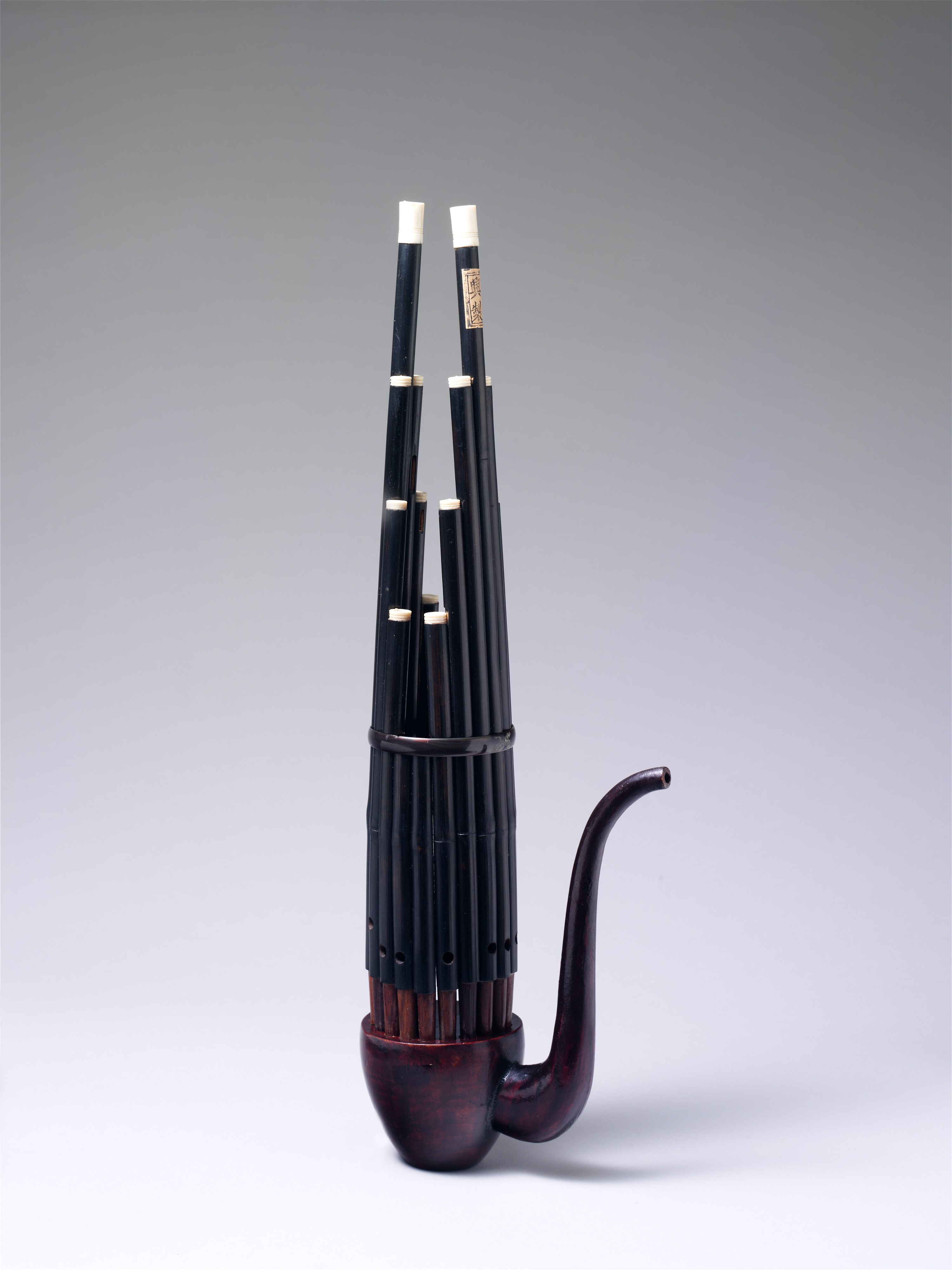
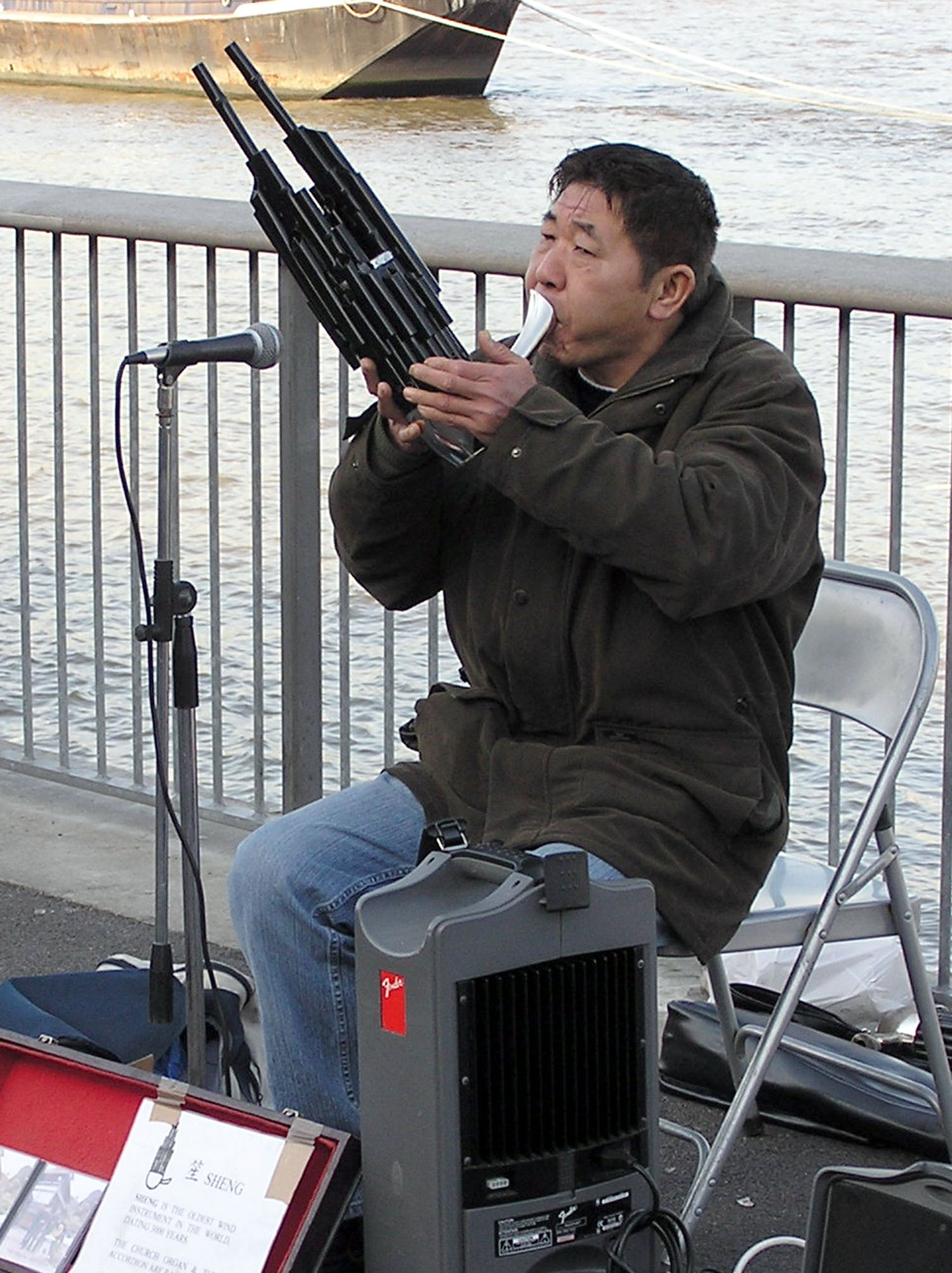
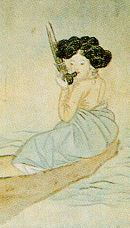
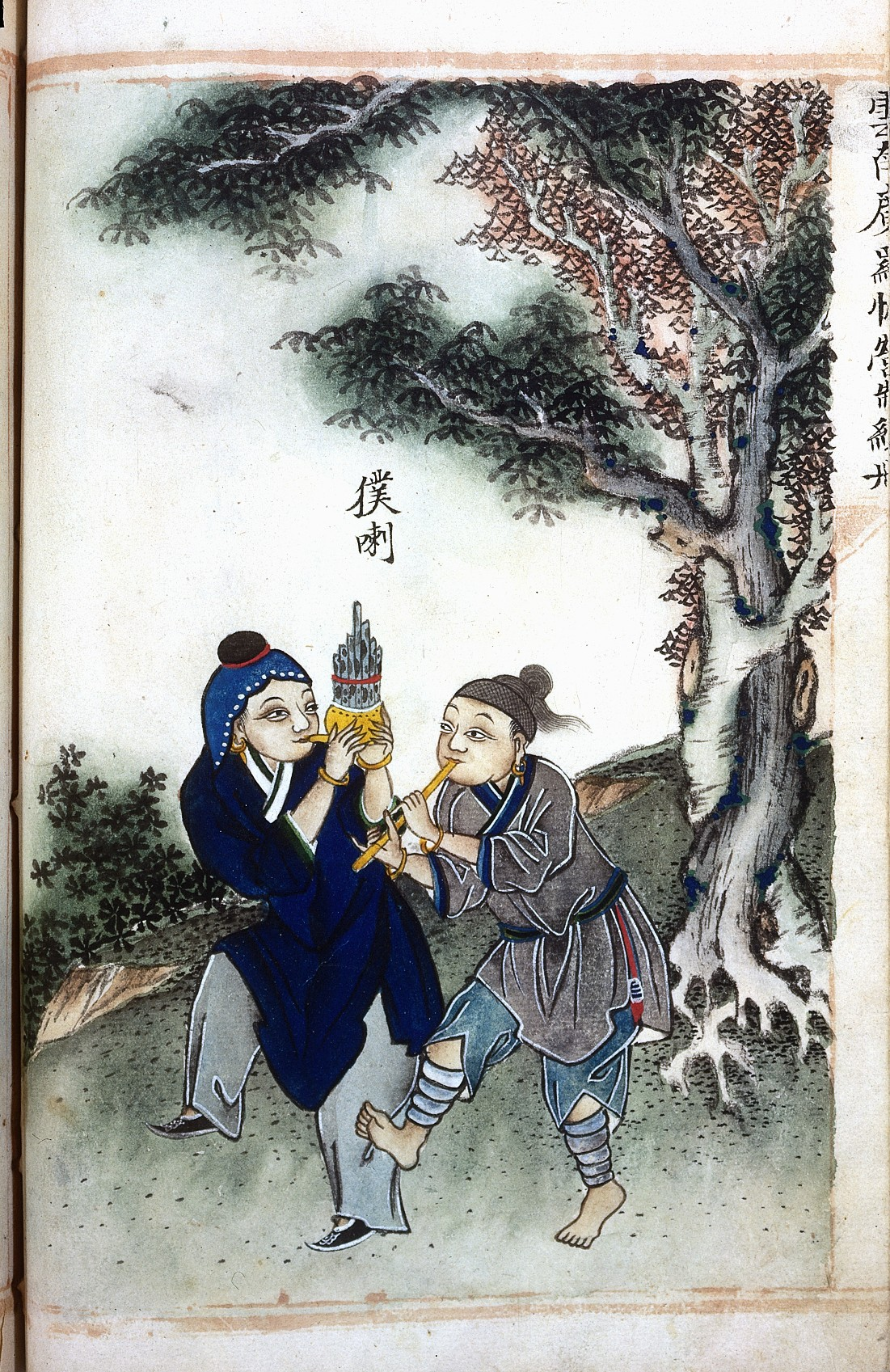